# Mouvement lycéen en France
 (mars 2019).
Si vous disposez d'ouvrages ou d'articles de référence ou si vous connaissez des sites web de qualité traitant du thème abordé ici, merci de compléter l'article en donnant les références utiles à sa vérifiabilité et en les liant à la section « Notes et références ».
Les mouvements lycéens en France trouvent leur origine dans le mouvement étudiant de Mai 68, mais aussi plus récemment avec l'émergence des premières organisations lycéennes apparaissent après le mouvement contre le projet de loi Devaquet et à la fin des années 1990. Ainsi, ces mouvements sont étroitement liés à l'existence d'une multitude d'organisations lycéennes diverses, allant des syndicats lycéens aux comités d'action lycéens (CAL).

## Organisations

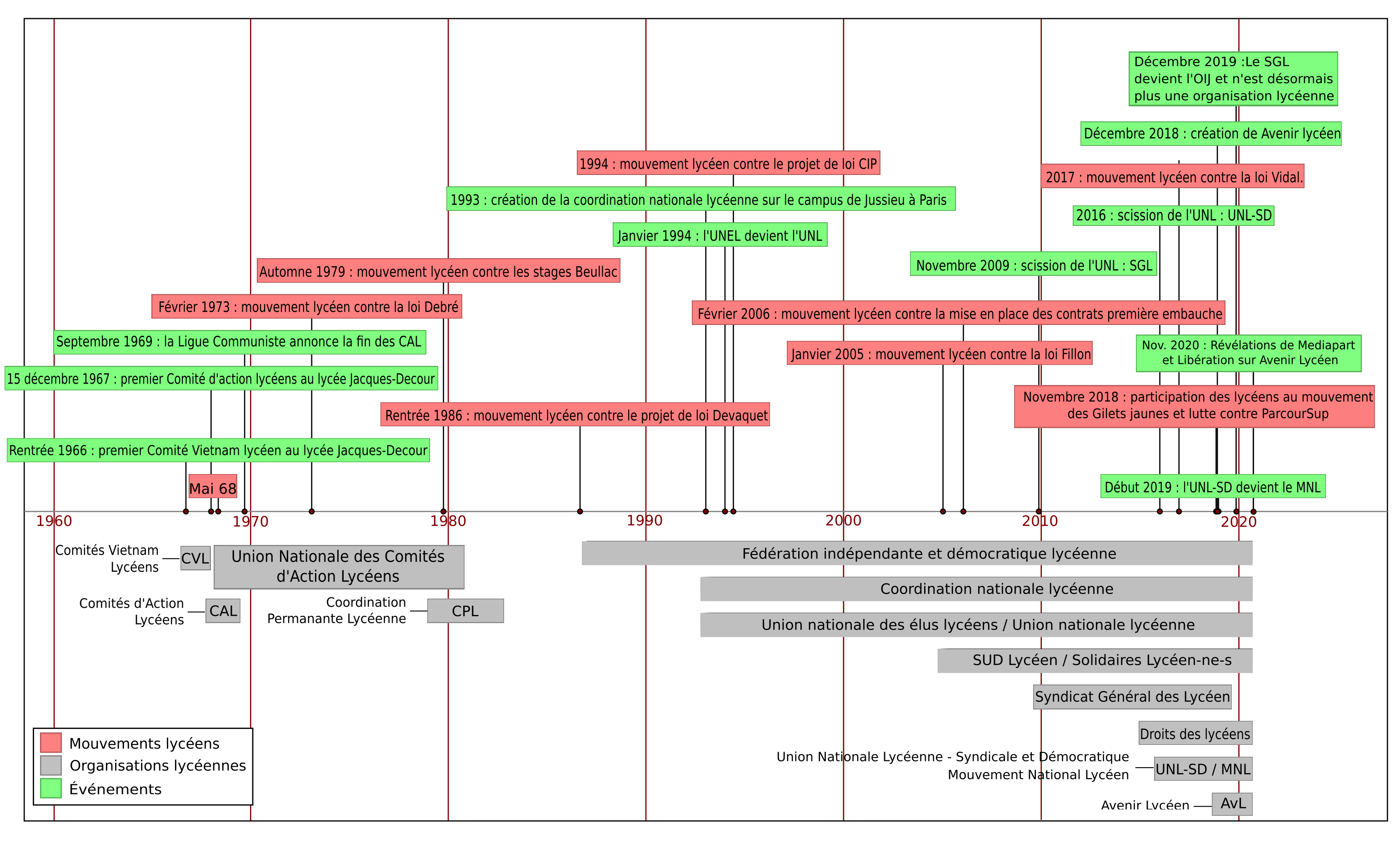
Frise chronologique des organisations et des mouvements lycéens de 1966 à 2021.

Historiquement, les mouvements lycéens ont été structurés ou organisés par différents acteurs.
Les mouvements lycéens puisent leur source dans les comités Vietnam. Ceux-ci serviront de base lors des événements de mai-juin 68 pour lancer les Comités d'action lycéens. Ces mouvements vont permettre aux lycées d'accéder à l'autonomie de parole, indépendamment des étudiants et des salariés, afin de faire entendre leurs propres revendications. Les comités d'actions lycéens (CAL) se sont développés à Paris et en Province (Nantes, Rennes, etc.).
Dans les années 70, les CAL sont absorbés par la première centrale syndicale lycéenne, l'UNCAL, alors très proche du PCF.
Parallèlement, les coordinations (lycéenne ou étudiante) sont des systèmes mis en place lors des grandes mobilisations contre des projets phares (par exemple, la loi Fillon en 2004-2005) pour permettre aux lycéens de s'organiser eux-mêmes, ce type d'organisation a pu permettre d'accroitre l'efficacité des actions, des manifestations et des revendications.
Enfin depuis la fin des années 80, et la réémergence d'un syndicalisme lycéen fragmenté, ces derniers ont pris une place importante dans l'élaboration des mouvements lycéens. Le premier, la FIDL apparaît en 1987 après les mobilisations contre le projet de loi Devaquet. L'UNEL, par la suite UNL, est né en 1994 lors du mouvement contre Loi Falloux. Ces deux organisations participent à la structuration des mobilisations contre le CIP. Un syndicat SUD Lycéen, décentralisé et soutenu localement par certaines branches de l'Union syndicale Solidaires, apparaît fugacement en 2005 et contribue alors au mouvement contre le CPE. De multiples scissions contribuent également fragmentation progressive du paysage syndical lycéen. Ainsi est créé le SGL en 2009, mais disparaît une dizaine d'années plus tard. Enfin l'UNL-SD en 2016, renommé par la suite MNL, concourt à l'organisation des mobilisations contre la loi Vidal et Parcoursup (« Mardi Noir », « Bac Noir »).
Enfin, sporadiquement et principalement en région parisienne, apparaissent des organisations lycéennes s'inscrivant dans la mouvance autonome. En 2016 avec la mobilisation contre la loi Travail, (loi El-Khomri), apparaît à Paris le MILI (Mouvement-Inter-Lycées-Indépendant). En 2019, la CLAP (Coordination Lycéenne Autonome de Paname) qui s'investit notamment dans la lutte contre la réforme des retraites. En 2023, MALA (Mouvement d'Action Lycéenne Autonome).

## Mobilisations

### La Guerre du Vietnam et Mai 68
Les "Comités Vietnam lycéens" (CVL) de la rentrée 1966 donneront ensuite naissance aux Comités d'action lycéens en décembre 1967. Maurice Najman a fondé à la rentrée 1966, avec Michel Recanati, l'esquisse du premier "Comité Vietnam Lycéen" (CVL) au lycée Jacques Decour. Les lycées Turgot et Henri-IV suivent immédiatement,,. Le Comité Vietnam Lycéen était particulièrement implanté au lycée Henri-IV. Parmi ses militants, le futur journaliste de Libération, Nicolas Baby (militant), ou le futur ambassadeur et époux de Marisol Touraine, Michel Reveyrand-de Menthon.
Au cours de cet hiver 1966-1967, quatre futurs leaders de Mai 68 fondent les premiers "Comité Vietnam Lycéen", Joël Grymbaum au lycée Turgot, Nicolas Baby au lycée Henri-IV, Maurice Najman et Michel Recanati au lycée Jacques Decour, soutenant le Comité Vietnam national (CVN) fondé en septembre 1966 par le mathématicien Laurent Schwartz, et organisent un meeting de plusieurs centaines de lycéens au Cinéma Monge le 28 février 1967 autour de Jacques Decornoy, Me Léo Matarasso, avocat d'Henri Alleg, Jean-Pierre Vigier, Claude Roy, le chanteur Mouloudji et le grand reporter Roger Pic, militant PCF, qui projette son film Malgré l'escalade, tourné au Vietnam.
Le 7 avril 1967, Nicolas Baby, 16 ans est accusé d'avoir brûlé un drapeau américain arraché à la cathédrale américaine de Paris pour protester contre la guerre au Vietnam, à l’occasion de la visite du vice-président américain Hubert Humphrey à Paris. La photographie de presse l'identifiant a été reprise partout dans le monde. Il est sanctionné par une exclusion temporaire du lycée Henri-IV, mais cette décision est ensuite reportée, face à la menace d’une manifestation d'ampleur.
Dès la rentrée 1967, des mobilisations contre « les lycées-casernes » et pour la « liberté d'expression » sont animées par de jeunes « pablistes » dissidents des Jeunesses communistes et des militants protestants de l’Alliance des Equipes Unionistes, bientôt rejoints par des militants de la Jeunesse communiste révolutionnaire. Entre-temps, le mouvement anti-impérialiste a pris de l'ampleur avec 35000 militants à la journée unitaire du 21 octobre 1967 contre la Guerre du Viêt Nam.

### «L'affaire Guiot» et la «circulaire Guichard» (1971)
En février 1971, un élève de prépa du lycée Chaptal, Gilles Guiot, est arrêté alors qu'il sortait du lycée au moment d'une manifestation. Sa condamnation en flagrant délit déclenche un mouvement de protestation. C'est la première mobilisation lycéenne d'envergure après les événements de mai 1968. Le principe de "coordination" est inventé à cette occasion : chaque lycée en grève se réunit en AG, chaque AG élit des délégués, qui se réunissent avec ceux des autres lycées. Après deux manifestations et un sit-in boulevard Saint-Michel au moment du procès en appel, Guiot est libéré (19 février 1971). En province, des mobilisations ont lieu également.
À l'automne 1971, une circulaire confidentielle du ministre Guichard demandant la fermeté aux proviseurs est rendue publique. Des grèves et des manifestations n'obtiennent pas le retrait de la circulaire, mais elle ne sera que très peu appliquée.

### Contre la loi Debré (1973)
Alors que la loi de réforme des sursis militaires entre en vigueur en 1973, les premières feuilles de route arrivent chez des élèves de plus de 18 ans. La mobilisation lycéenne prend une ampleur inégalée, avec une coordination nationale et une grève générale. Elle touche également les étudiants et les élèves du technique. Les trois coordinations — lycéenne, étudiante, technique — animent ce mouvement fédérant toute la jeunesse. On compte 500 000 manifestants dans 250 villes à deux reprises, les 22 mars et 2 avril. 70 % des lycées sont en grève. La loi n'est pas abrogée, mais elle est modifiée.

### Contre les réformesFontanet(1974) etHaby(1975 et 1976)
Ce sont des mouvements dirigés contre des réformes,, mobilisations touchant les lycées chaque printemps.

### Contre les StagesBeullac1979
Après les mouvements ponctuels des grèves contre l'austérité de l'automne 1978, un mouvement prend de l'ampleur contre l'introduction de stages obligatoire dans le cursus des lycéens et pour maintenir publics les conseils de classe. Il s'agit aussi de s'opposer à la caporalisation grandissante dans les lycées qui fait suite au reflux de la pression sociale post-1968.[non neutre]
Cette mobilisation est structurée par la sortie de numéros d'un journal lycéen, « les Hordes Sauvages », puis par un premier Congrès National Lycéen qui se transformera en Coordination permanente lycéenne.
Ce sera la dernière mobilisation d'ampleur de l'après-mai 1968. La génération suivante sera qualifiée de « Bof génération » selon un article du Nouvel Observateur,.

### Contre le projet de loi Savary (1984)
Cette fois, ce sont principalement les élèves des établissements privés qui manifestent contre le projet de loi Savary qui entend rapprocher les établissements publics et privés, en créant « un grand service public de l’éducation ». Le projet de loi est finalement retiré par le président François Mitterrand.

### Contre le projet Devaquet (1986)
Ce projet de loi Devaquet réformant les universités prévoyait notamment de sélectionner les étudiants à l’entrée des universités, d'accroitre de façon importante les droits d'inscription[réf. nécessaire], et de mettre celles-ci en concurrence. On dit alors de cette génération d'étudiants et de lycéens qu'elle se caractérise par leur dépolitisation. En effet, pour un grand nombre, notamment les lycéens, ils rejettent toute forme d'organisation syndicale ou politique préexistante. Très contesté dès la rentrée 1986, ce projet de loi mobilisera contre lui des centaines de milliers d'étudiants et lycéens fin novembre et début décembre organisés en coordinations lycéennes et étudiantes indépendantes des organisations existantes (ou se réclamant de l'être). Cette mobilisation et ses nombreux participants, ainsi que l'ensemble de la société française furent vivement marqués par la mort de Malik Oussekine le 6 décembre à la suite d'une forte répression policière[réf. nécessaire]. Le projet est retiré le 8 décembre 1986.

### Contre le CIP (1994)
Le mouvement contre le Contrat d'insertion professionnelle (CIP) est un moment charnière dans le mouvement lycéen. Le mouvement contre le projet Devaquet de 1986 avait été suivi de la tentative de création d'un Mouvement des états généraux lycéens (MEGL) puis de la structuration de la Fédération indépendante et démocratique Lycéenne (FIDL) comme une des organisations proches de SOS Racisme dont certains de leurs cadres vont ensuite passer à l'UNEF-ID tout d'abord dans la minorité proche de la Gauche socialiste puis dans la majorité.
Le CIP fut un des éléments qui permit l'émergence de l'Union nationale lycéenne (UNL), nouvelle organisation lycéenne créée par la rencontre entre les premiers élus lycéens au CSE élus en 1993 et des lycéens engagés pour la défense du service public à travers toute la France notamment à Montpellier. Aussi, lors du mouvement lycéen contre le CIP, des représentants de l'UNL en province purent soutenir le président provisoire Samuel Gion dans ses rencontres avec le Premier ministre Édouard Balladur.

### Contre les réformes Allègre (1998)
Mouvement lycéen et universitaire contre les réformes de Claude Allègre, ministre de l’Éducation du gouvernement Jospin (« Il faut dégraisser le mammouth »).

### Contre la loi Fillon (janvier-mai 2005)
En 2005, la mobilisation lycéenne contre la loi d'orientation et de programme pour l'avenir de l'école, dite « loi Fillon », qui instaurait, d'après ses détracteurs, une éducation au rabais au service de l'économie, a été l'une des plus importantes de l'histoire des mouvements lycéens en France. D'abord massif, on a pu voir des dizaines de milliers de lycéens défiler à Paris et dans les grandes villes françaises pour réclamer le retrait total de cette loi[réf. nécessaire], puis près de 300 lycées, et certains collèges, furent occupés et/ou bloqués pendant parfois des semaines entières. Ce mouvement surprend aussi par la radicalité de ses modes d'action et par les vagues d'agressions envers des manifestants et des passants aux mobiles racistes et/ou crapuleux par des bandes, qualifiées de "casseurs", de "jeunes" ou encore de "racailles", sous le regard de compagnies de CRS. Les lycéens sont organisés en coordinations et en CAL, sur un modèle fédéraliste. Ce mouvement verra la naissance des premiers syndicats Sud Lycéen.

### Contre le Contrat première embauche (CPE, février-avril 2006)
L'article 8 de projet de loi du gouvernement Dominique de Villepin sur l'égalité des chances, mettant en place le Contrat première embauche, déposé en janvier, a entraîné un mouvement de protestation.

### Contre la Loi Travail (2016)
Dès le début de la mobilisation, les lycéens se sont joints aux étudiants et aux salariés lors manifestations de mars et avril 2016 contre la Loi El-Khomri portant sur la modification du Code du Travail. Les lycéens se démarquent par leur violence lors des manifestations et la recherche de l'affrontement avec la police.

### Contre la Loi Vidal (2017- )
Le 30 octobre 2017, Frédérique Vidal et Jean-Michel Blanquer présentent le Plan Étudiants. Celui-ci a pour objectif d'« accompagner chacun vers la réussite ». Dans ce cadre voit le jour ParcourSup. Ce logiciel d'orientation post-bac remplace Admission Post-Bac.
La mise en place de ParcourSup entraîne de vives critiques parmi la jeunesse. En effet, il lui est reproché d'introduire la sélection à l'entrée de l'université, et qui plus est une sélection sur critères socio-géographiques. Les lycées se joignent donc à la mobilisation étudiante dès le mois de novembre 2017.
Les revendications sont claires : abrogation de la sélection à l'Université et du système ParcourSup, mais surtout l'ouverture de nouvelles universités pour pallier le manque de places.
Une Coordination Lycéenne Nationale se réunit à Bordeaux les 5 et 6 mai 2018, comptant environ 35 lycéens mandatés de différentes régions. De nouvelles CLN ont lieu à Ivry-sur-Seine les 26 et 27 mai, puis les 9 et 10 juin à Toulouse, et enfin à Valence les 22 et 23 septembre 2018.

### Mouvement lycéen (2018)
Des manifestations lycéennes ont eu lieu à Perpignan lundi 19 et mardi 20 novembre 2018. Leurs revendications sont plutôt floues. Certains bloquent leur établissement scolaire notamment les lycées Picasso, Arago, Maillol et Charles Blanc en ayant recours à la violence chez une minorité. Pour les canaliser la police a dû intervenir, 17 jeunes ont d’ailleurs été placés en garde à vue pour violences et outrages à la suite de jets de projectiles, de feux de poubelles et de dégradations sur les véhicules de police mais également sur les voitures de particuliers, dont une vandalisée à coups de barre de fer.
Dans la semaine, le mouvement se poursuit avec la multiplication du nombre de gardés à vue qui était de 48 au total la semaine du 19 novembre à Perpignan. Parmi eux 45 jeunes dont 37 mineurs et 27 ont été déférés devant la justice.
Ce mouvement touche toute la France puisque les lycéens ont également bloqué leur lycée à Narbonne où plus de 400 lycéens ont manifesté, à Millau ou même dans le Nord-Pas-de-Calais. Ils assurent prêter soutien à leurs parents pour certains, mais ils veulent également montrer qu’ils sont concernés par l’augmentation des taxes et la baisse du pouvoir d’achat.
Après l'importante mobilisation lors de l'« acte III » des Gilets jaunes le samedi 1er décembre à Paris, les manifestations lycéennes évoluent pour atteindre la région parisienne. Une centaine de lycées sont bloqués ainsi que quelques collèges. Le mouvement continue dans d'autres lycées de France, notamment le 30 novembre à Toulouse (Haute-Garonne) où plusieurs lycées comme Marcelin-Berthelot, Saint-Sernin, lycée des Arènes et Déodat, ainsi qu'à Versailles, Thionville et d'autres encore.
Les lycéens manifestent également contre Parcoursup, la suppression de milliers de postes de professeurs, qui conduiront à des conditions de travail déplorables dans les classes, la réforme des filières, du bac qui sera en majeure partie en contrôle continu, la hausse des coûts des études supérieures pour les étudiants étrangers, la baisse des APL, et pour d'autres motifs encore. Néanmoins, le mouvement lycéen se bat pour leur avenir.[réf. nécessaire]
Certains manifestants ne sont là uniquement dans le but de nuire à l’ordre public en appelant notamment à saccager certains lieux de la ville.
Néanmoins, cette manifestation n'a pas pour seul but de soutenir les Gilets jaunes. Les lycéens manifestent surtout pour la même raison qu'en 2017 : ParcourSup et la sélection dans les universités.